# MAI-68

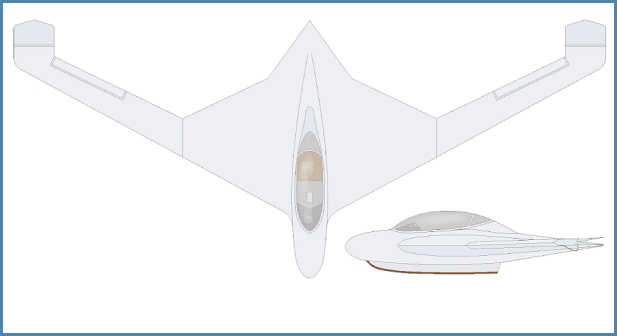
MAI-63

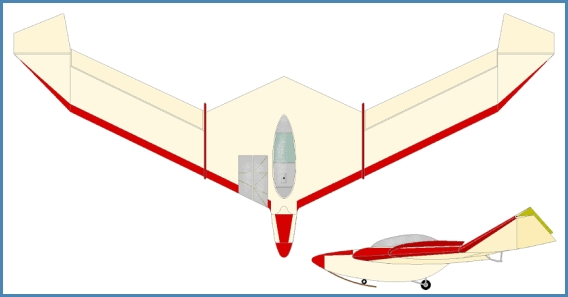
MAI-68

Die MAI-68 (russisch МАИ-68) war ein sowjetischer Versuchsgleiter in Nurflügel-Bauweise.

## Vorgeschichte
Im Jahr 1963 bauten Studenten am Moskauer Luftfahrtinstitut (MAI) unter der Leitung von A. I. Pezuch den Versuchsgleiter MAI-63.
Die Besonderheit waren der extrem schlanke Außenflügel mit Laminarprofil und die großen Spreizklappen an den Flügelspitzen. Zur Mittelachse hin vertiefte sich der Flügel sehr stark. So konnte der Pilot komplett untergebracht werden, und nur die tropfenförmige Kabinenabdeckung ragte aus der Profilkontur. Leider erwies sich der schlanke Ganzmetall-Flügel mit 12 m Spannweite als nicht ausreichend torsionssteif, was letztlich zur Einstellung der Flugversuche führte. Daraufhin wurde eine weitere Version namens MAI-68 gebaut, die einen tieferen Außenflügel erhielt. Leiter des Projektes war Wladimir Puschkin.

## Technik
Diese Maschine hatte nach oben geknickte Flügelspitzen mit weiter vergrößerten Spreizklappen. Um dem Piloten bei der Landung eine bessere Bodensicht zu geben, war ein Teil der Beplankung des rechten Flügels transparent. Am Übergang zwischen Flügelmittelteil und Außenflügel waren reichlich bemessene Grenzschichtzäune angebracht. Die Steuerung erfolgte über Elevons und die großen Spreizklappen an den Flügelenden, die wie bei der Northrop B-2 die Funktion des Seitenruders übernahmen. Aufgrund des geringen Gewichtes und des Namens ihres Konstrukteurs erhielt die Maschine den Spitznamen „Puschinka“.

## Erprobung
Die Flugerprobung begann im Juli 1970. Zuerst wurden mittels einer Segelflug-Startwinde Flugversuche in Bodennähe durchgeführt um die Steuereigenschaften zu erkunden. Nachdem sich herausgestellt hatte, dass die Wirkung der Spreizklappen nicht ausreichend war, wurden diese vergrößert. Nachdem sich bei weiteren Versuchen eine brauchbare Steuerbarkeit herausgestellt hatte, wurden Schleppflüge hinter einer Jak-12 gewagt. Die Konstruktion erfüllte nun die Erwartungen. Die MAI-68 blieb bis Mitte der 1970er Jahre im Flugbetrieb, u. a. beim ZAGI.

## Technische Daten
| Kenngröße  | Daten  |
| ---------- | ------ |
| Spannweite | 10 m   |
| Länge      | 5 m    |
| Leermasse  | 86 kg  |
| Startmasse | 177 kg |
| Gleitzahl  | 21     |